# Kalcit

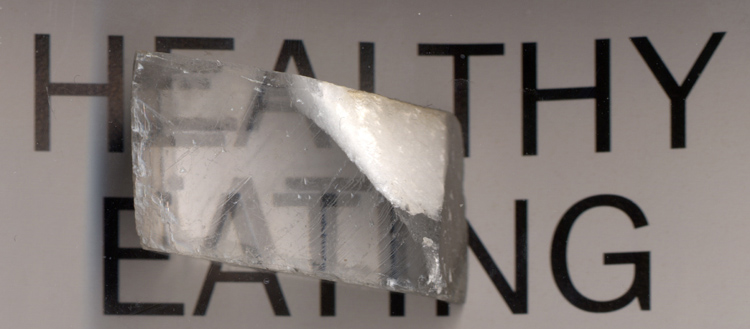
Egy izlandi pát segítségével az ásvány nagy kettőstörése kiválóan szemléltethető.

A kalcit egy karbonátásvány, a kalcium-karbonát trigonális kristályrendszerű ásványa. Polimorf változatai az aragonit (rombos) és a vaterit (hexagonális). A 2018-as év ásványának címére jelölték a fluorit és a szfalerit mellett, de a címet a fluorit nyerte el.

## Képződése, megjelenési formái
Képződési hőmérsékletétől függően számtalan kristályformája ismert: gyakran táblás, romboéderes, prizmás (ágyúpát) vagy szkalenoéderes formákban jelenik meg. Vaskos, szemcsés, szálas, rostos vagy monomineralikusan kőzetalkotó tömegekben is gyakori. Igen elterjedt és nagy mennyiségben szereplő ásvány. Magmás folyamatokból, hévforrásokból, szárazulati és tengeri üledékek képződése során sokféle módon és különböző megjelenési formákban keletkezhet.
A víztiszta, nagykristályos kalcitnak izlandi pát a neve, amiből régebben – jelentős kettőstörése miatt – a polarizációs mikroszkópok Nicol-prizmáit készítették.
Forrásvizekből tömött-réteges kalcit vagy borsókő válik ki, míg a hullámveréses partok üledéke az apró-gömbös oolit. A mészkőbarlangok cseppkövei is kristályos kalcitból épülnek fel. Vizes oldatokból azonban – a hőmérséklettől és az oldatban szereplő egyéb ionoktól függően – nem mindig kalcit kristályosodik, hanem rombos szimmetriájú aragonit, aminek kémiai képlete megegyezik a kalcitéval. Tiszta oldatok esetében, közönséges hőmérsékleten kalcit, 29 °C felett aragonit képződik.
Legnagyobb jelentősége a tömör mészkövek felépítésében van, mely kőzettípusok bizonyos földtani idők során nagy mennyiségben keletkeztek, például a triászban a dachsteini mészkő. A mészkövekből metamorfózis hatására létrejövő, fehér színű, durvaszemcsés kalcitkristályokból álló kőzetet márványnak nevezik. Ha a kristályrács felépítésében Ca- és Mg-ionok vegyesen vesznek részt, akkor dolomit képződik, mely ásványból felépülő karbonátkőzet szintén jelentős tömegekben alkot egész hegységeket.

## Képek

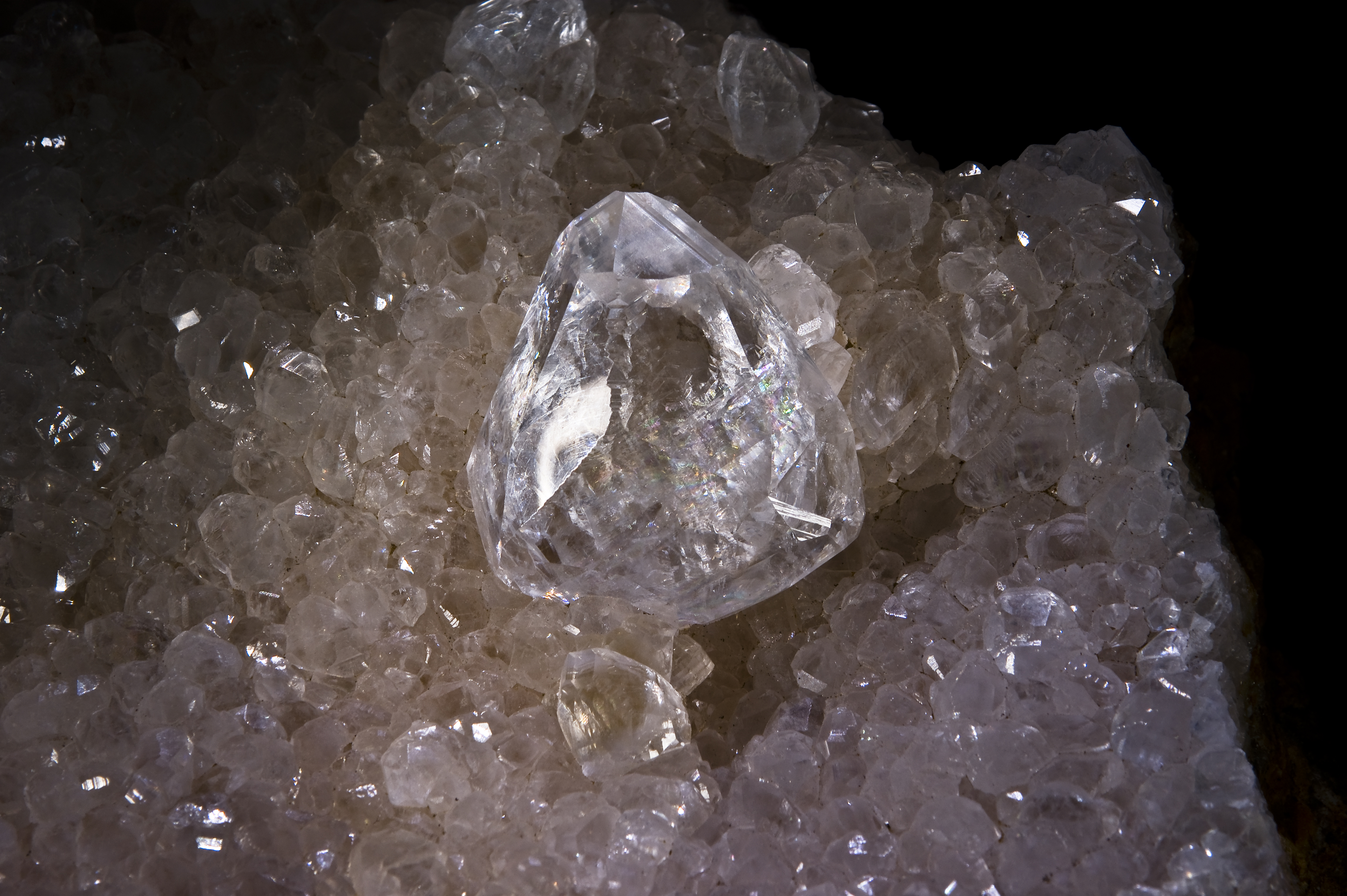
Franciaországból
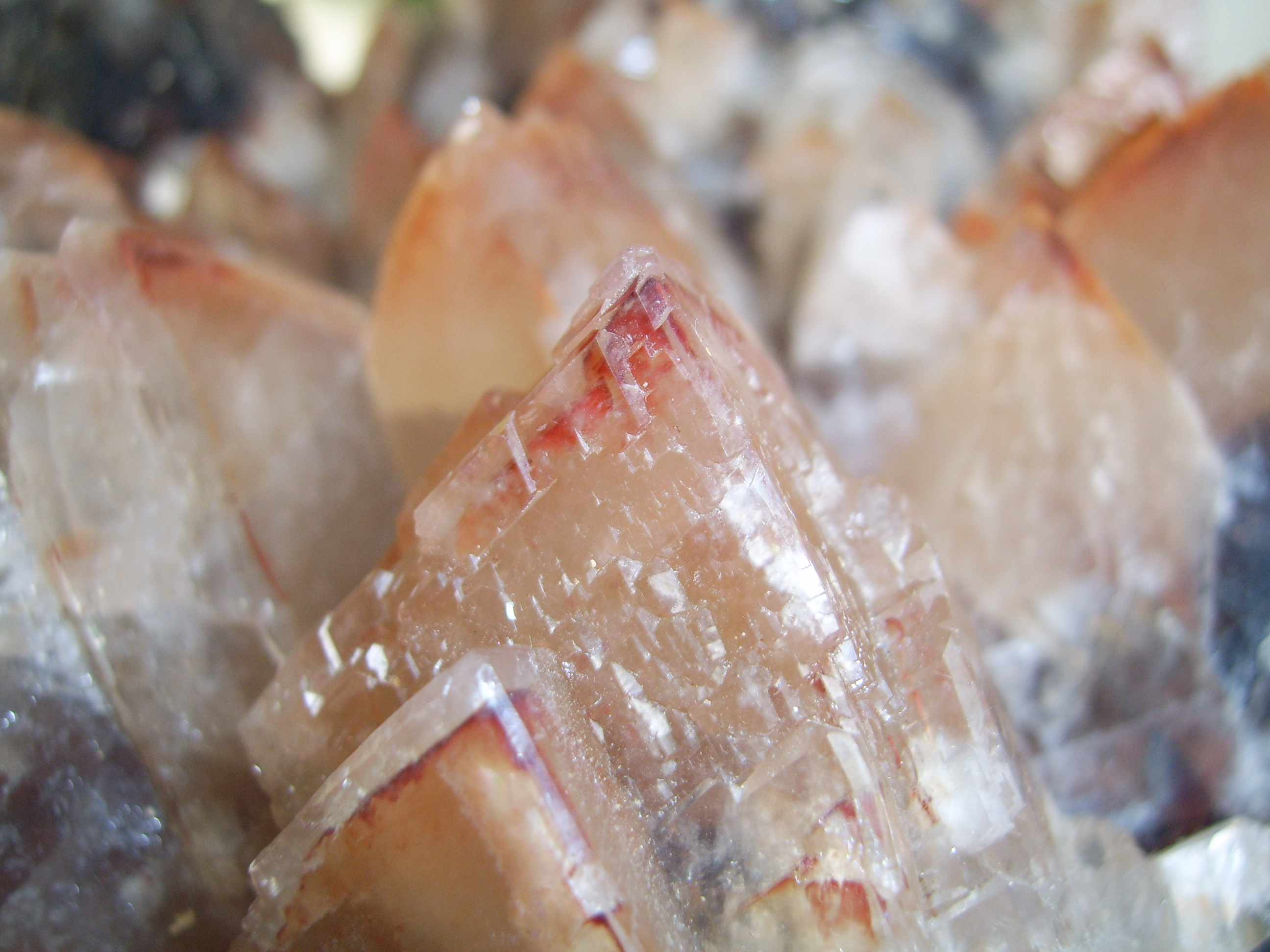
Kristályos kalcit
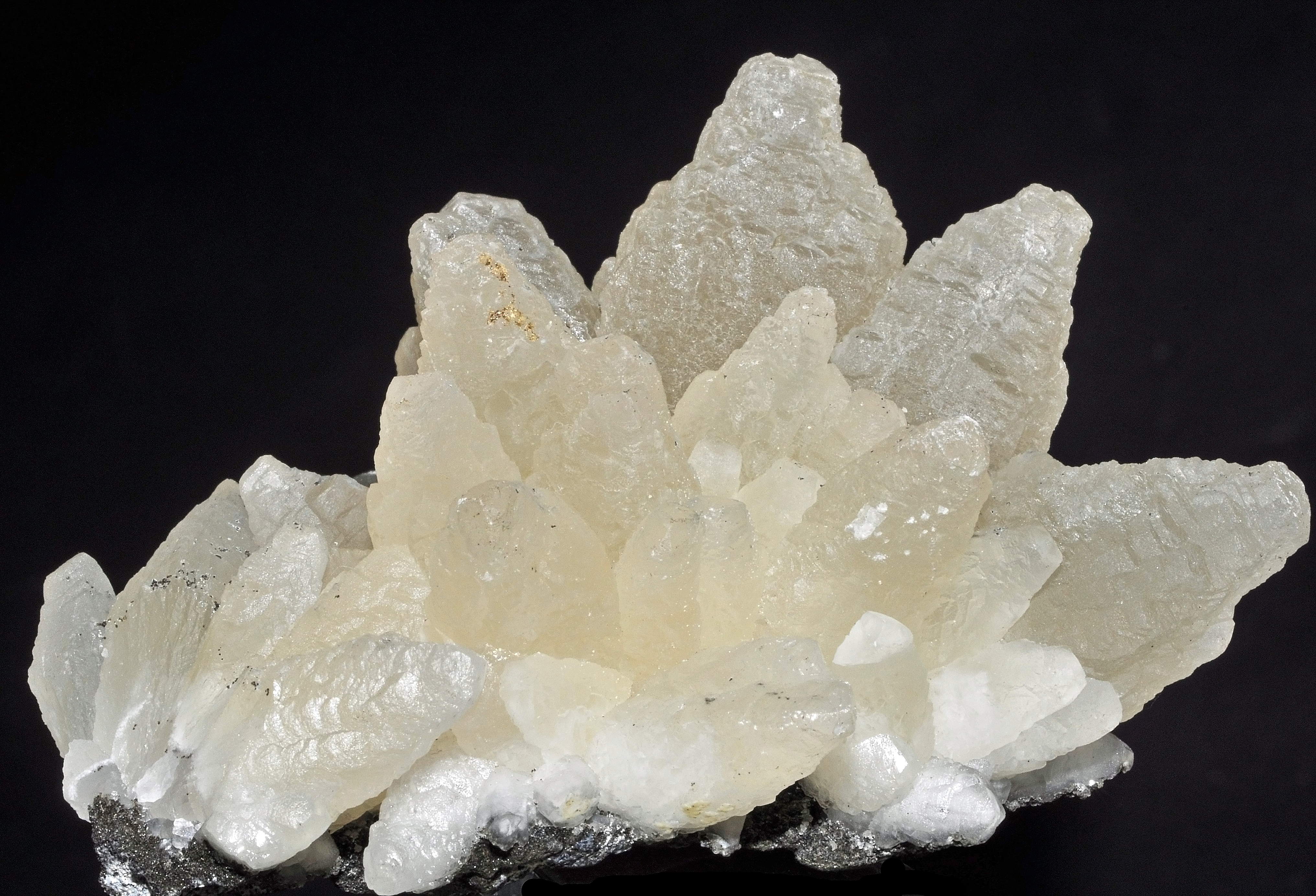
Mexikóból